# Губинський резерват (заказник)
Гу́бинський резерва́т — загальнозоологічний заказник місцевого значення в Україні. Розташований у межах Володимирського району Волинської області, на північ від села Губин. 
Площа 210 га. Статус надано 1998 року. Перебуває у віданні ДП «Володимир-Волинське ЛМГ» (Губинське л-ва, кв. 10, вид. 1–27; кв. 11, вид. 1–40). 
Статус надано з метою збереження частини лісового масиву, де зростають дубо-соснові, ялинові та березові насадження віком 30—60 років, переважно I бонітету. У підліску: ліщина, бузина чорна, крушина ламка, граб звичайний, дерен-свидина. 
У трав'яному покриві зростають барвінок малий, чернець колосистий, підлісник європейський, щитник чоловічий, медунка темна, кропива дводомна, зірочник лісовий, яглиця звичайна, підмаренник запашний, розрив-трава звичайна, ягоди малина звичайна, ожина, брусниця, журавлина болотяна та гриби. 
У заказнику мешкають та розмножуються лось, свиня дика, сарна європейська, заєць сірий та інші види тварин.

## Галерея

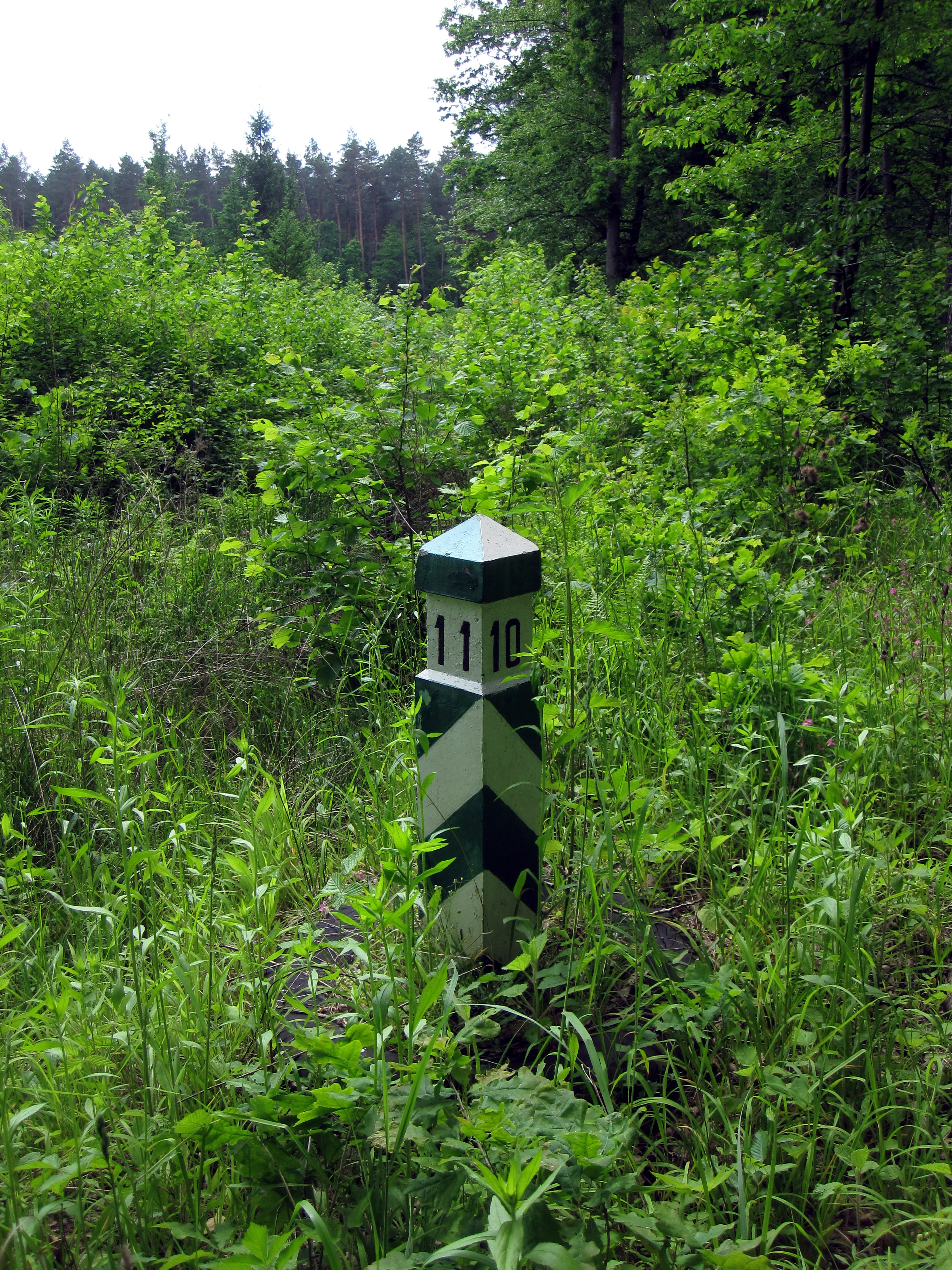
Знак лісового кварталу N10-11
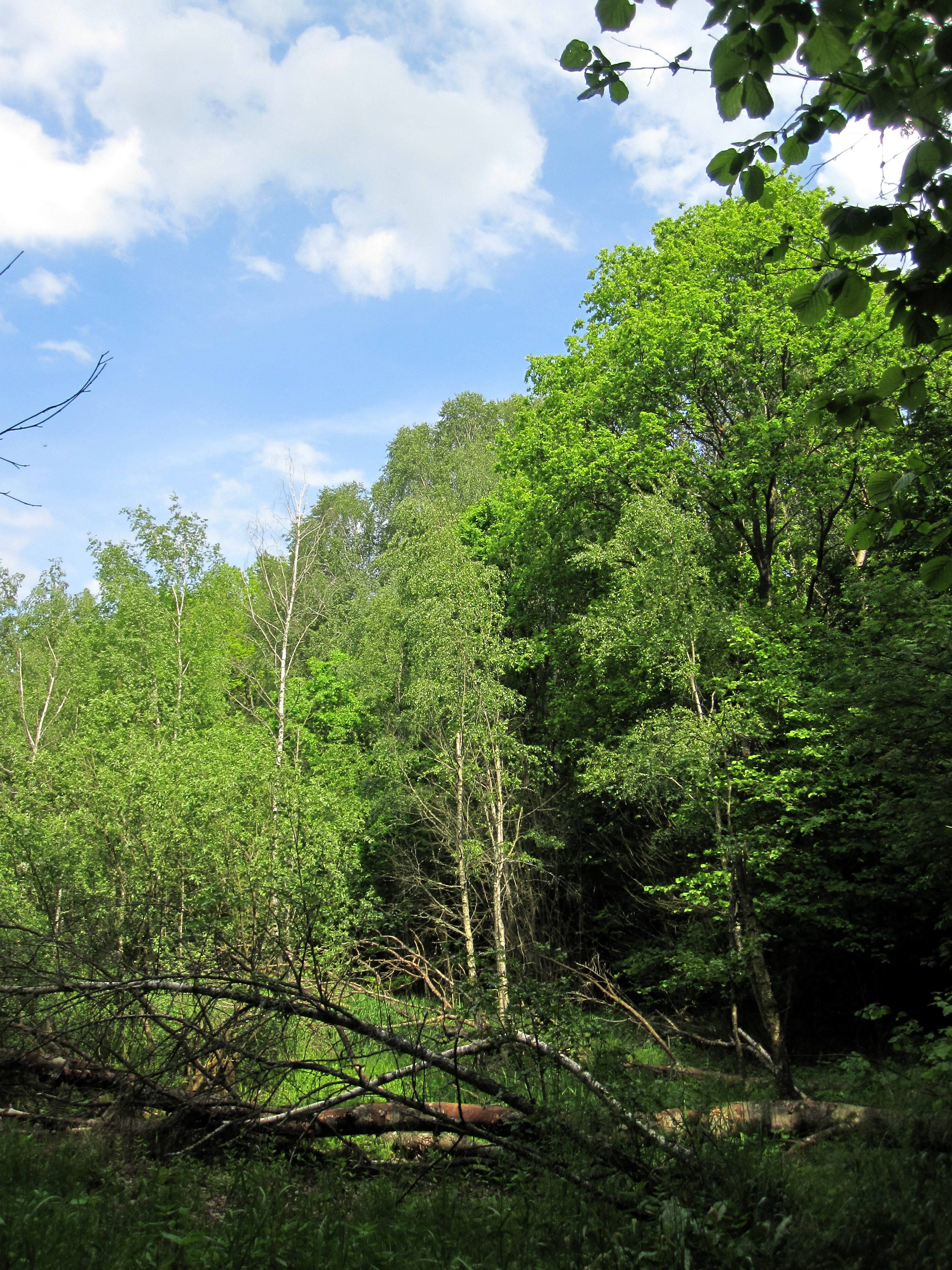
Загальний вигляд
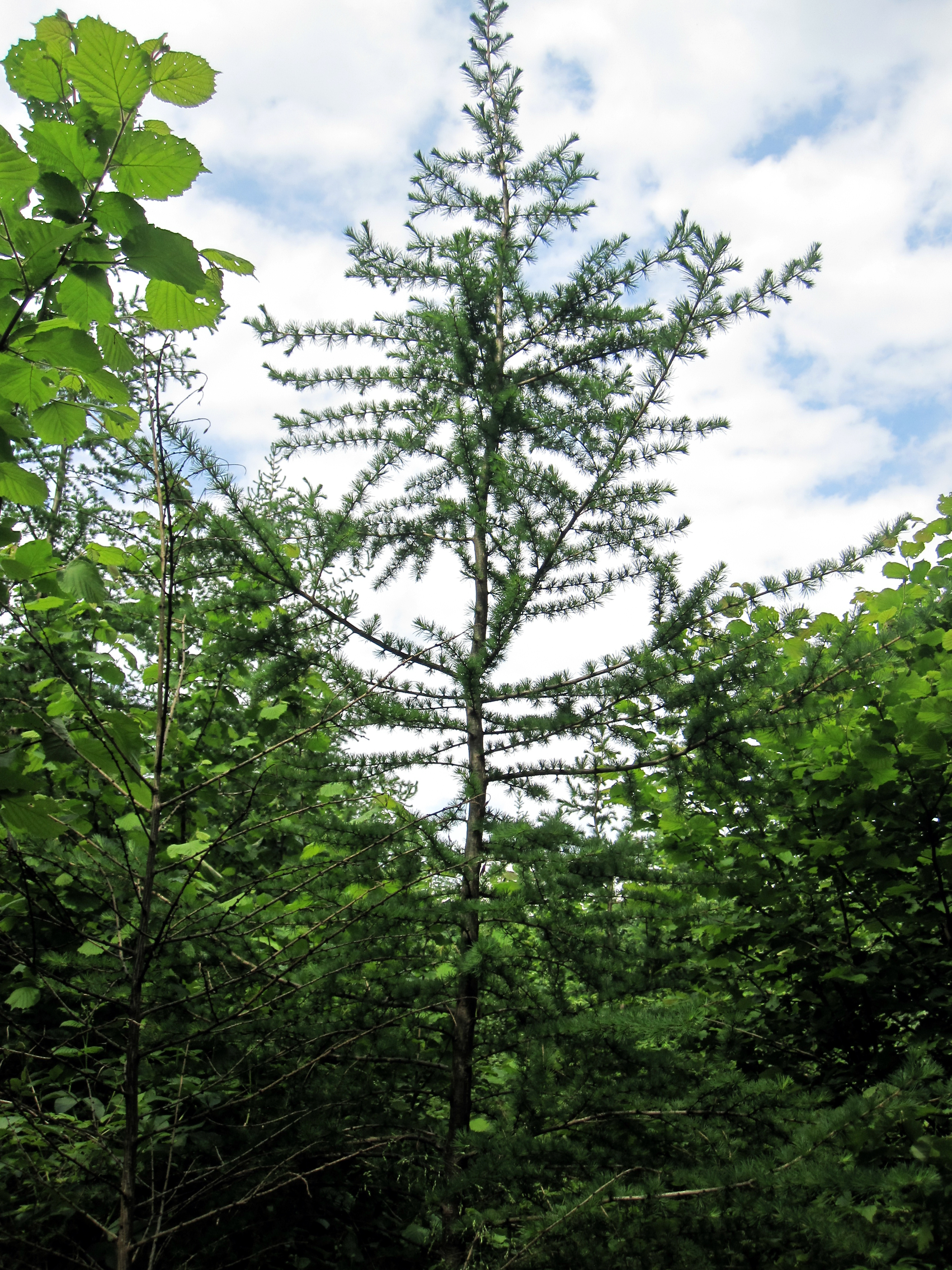
Молоде дерево модрини
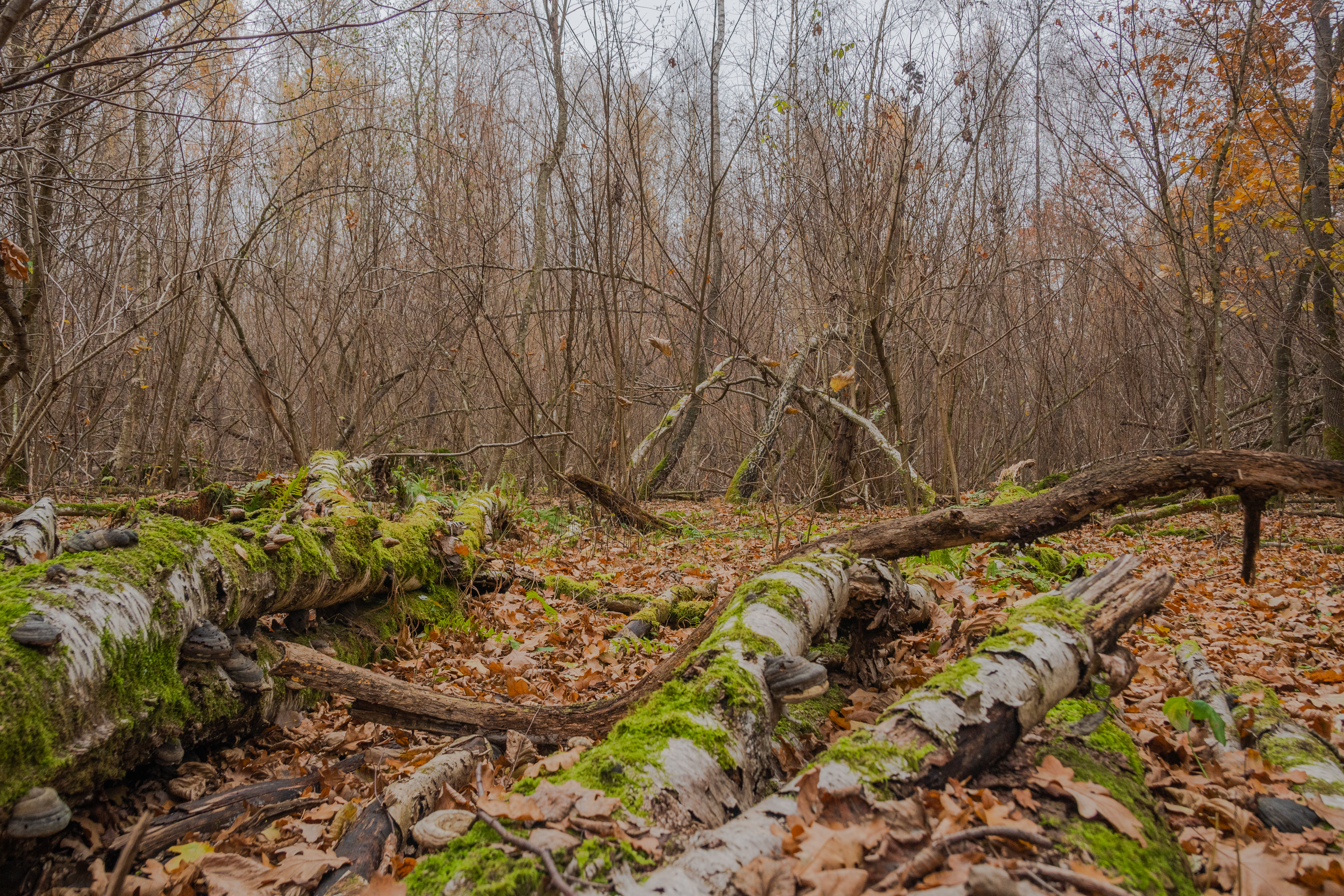
Мертва деревина у заказнику, жовтень 2024